# Биодинамическое виноделие

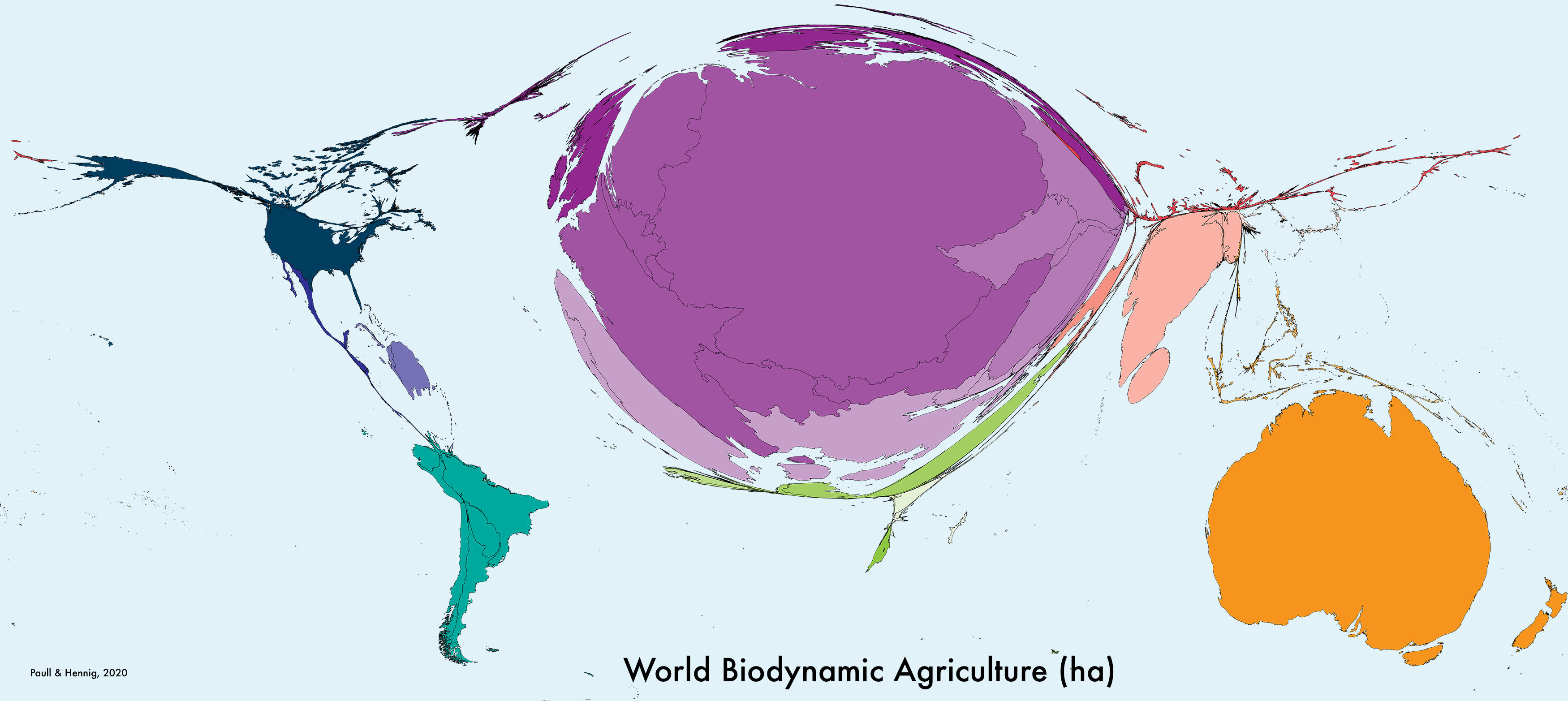
Мировая карта биодинамического сельского хозяйства, 251 842 гектаров сертифицированных биодинамических участков в 55 странах мира.

Биодинамическое виноделие — это процесс производства виноградных вин для изготовления которых применялись специальные методы ведения сельского хозяйства как при выращивании винограда, так и при последующей переработке на винодельне. При производстве биодинамических вин используются методы органического земледелия (использование компоста в качестве удобрения, избегание использования пестицидов), и в то же время применяются отдельные эзотерические концепции, сформулированные Рудольфом Штейнером, используется астрологический календарь работ, и в целом практикуется отношение к земле как к «живому, восприимчивому организму, неразрывно связанному со всем остальным космосом и являющемуся его частью». Тем не менее отсутствуют научные доказательства, которые бы показывали результативность таких альтернативных методик биодинамического виноделия.
Биодинамическими винами принято называть только те вина, которые:
1. Сделаны из винограда, который выращен с соблюдением всех биодинамических принципов, описанные в стандарте
2. В процессе производства были использованы только те технологии и материалы, которые разрешены стандартом
3. Виноградник и винодельня — сертифицированы организацией с соответствующими правами, например Demeter International

## История

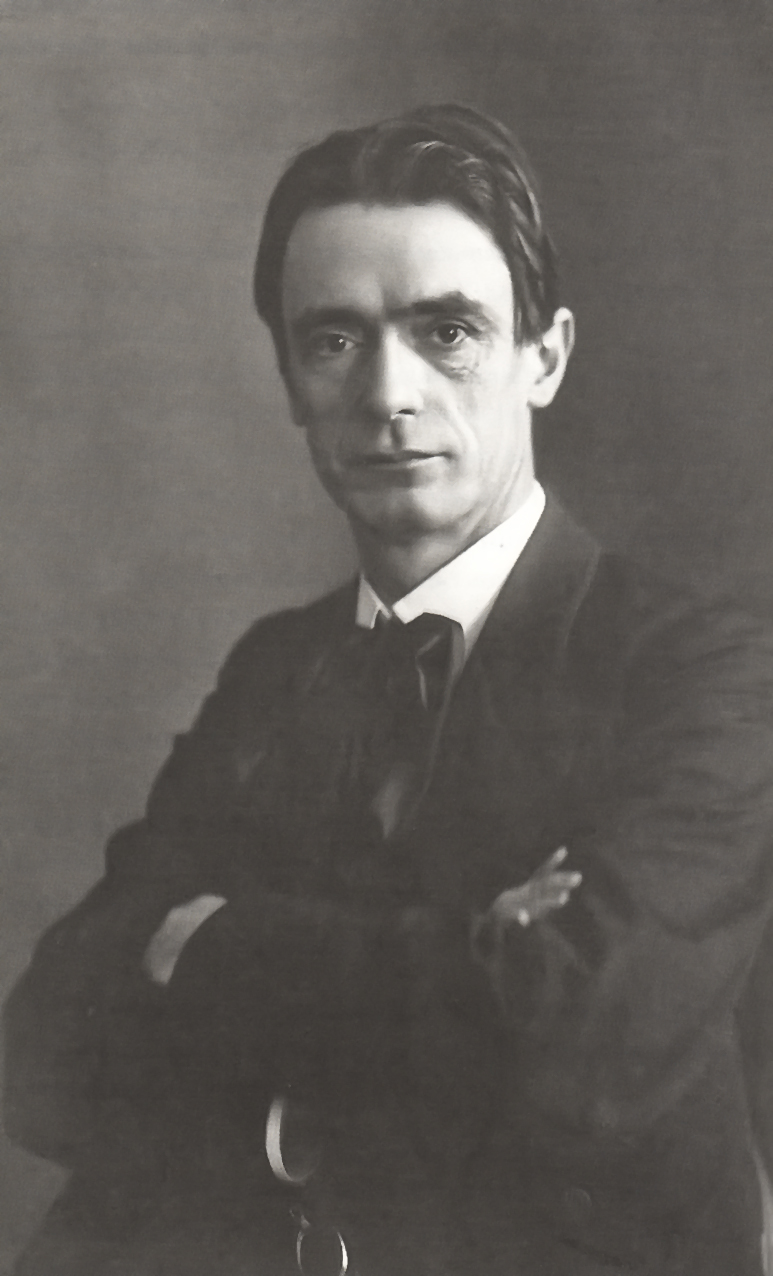
Рудольф Штайнер, философ-оккультист и основатель «антропософского земледелия», позже известного как «биодинамическое земледелие».

К концу XIX века интенсивное использование сельскохозяйственных земли и массовое использование значительных количеств минеральных удобрений в Европе привело к видимым негативным последствиям, таким как: ухудшение состояния почвы, уменьшению урожайности угодий, загрязнению и изменению биоценоза водоемов, ухудшению состояния сельскохозяйственных животных. В средствах массовой информации стали появляться сообщения о повышенных уровнях нитратов и иных соединений, которые предположительно могли наносить урон здоровью потребителей. Это движение усилило интерес людей к органическим продуктам питания, а также к развитию некоторых подходов к агрономии, которые считаются неэффективными и, даже, эзотерическими. В частности — к биодинамическому подходу в сельском хозяйстве.
История биодинамики началась в 1924 году, когда австрийский философ и эзотерик Рудольф Штейнер прочитал и впоследствии опубликовал лекции по разработанному им подходу к «природосообразному землепользованию». Его система включала в себя практику органического земледелия, без использования созданных человеком удобрений, средств защиты растений от болезней и вредителей и соблюдение свода правил, которые должны способствовать достижению единой цели — «восстанавливать, поддерживать и улучшать экологическую гармонию» — гармонию внутри и между физической, духовной и природной сферами. Почва сельскохозяйственного участка, в случае виноделия — виноградник, рассматривается как часть большей системы, в которую входят планета Земля, другие планеты, Луна, звёзды, воздух.

## Выращивание винограда

### Применение химических средств
При выращивании винограда на виноградниках, которые сертифицированы (или находятся в процессе сертификации) как биодинамические разрешено применение только органических удобрений (навоз, скошенная трава, мел, древесный уголь и т. п.). Любые минеральные удобрения, производимые путем химической обработки тех или иных ископаемых — запрещены. Активное использование органики направлено на повышение разнообразия биоценоза почвы, что должно приводить к повышению содержания в верхнем слое почвы питательных веществ в биологически усваиваемой форме, улучшению питания и состояние лозы и качество винограда.
Применение пестицидов, гербицидов, фунгицидов — запрещено, что уменьшает риск попадания вредных химических соединений в виноградный сок, а затем и в вино. Используются только природные вещества, например: сера, медь, зола. Однако, такой подход увеличивает риск потери части урожая от вредителей или болезней и тем самым увеличивает стоимость производства винограда.

### Компост

Компост — основное удобрение для биодинамических виноградников

Компосту отводится одна из центральных ролей при выращивании винограда биодинамическим методом — он является основным органическим удобрением. В течение года компостная куча заполняется органическими компонентами (навоз, скошенная трава, солома и т. п.). Затем проводятся действия, дающие начало процессу преобразования органических компонентов в перегной, и по истечении некоторого времени он разбрасывается по винограднику.

### Биодинамические препараты
В своем «сельскохозяйственном курсе» Штайнер описал девять различных препаратов, способствующих плодородию сельскохозяйственного участка, и описал рецепты их приготовления. Штайнер считал, что эти препараты активизируют в почве земные и космические силы. Подготовленные вещества пронумерованы от 500 до 508, где первые два используются для обработки участка, а остальные семь используются для приготовления компоста.

##### Полевые препараты

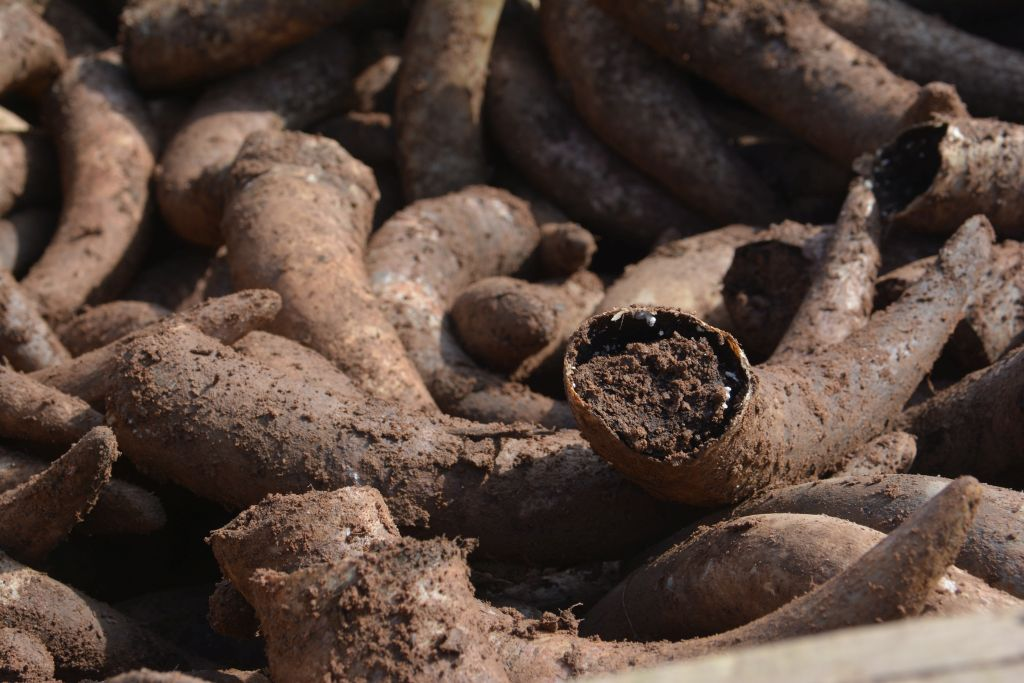
Препарат 500 — навоз в коровьих рогах

Полевые препараты для стимуляции гумусообразования:
- препарат 500 : смесь перегноя, приготовленная путем заполнения рога коровьим навозом и закапывания его в землю (на 40-60 см ниже поверхности) осенью. Рога с навозом оставляют под землей в течение зимы и извлекают для использования в качестве удобрения следующей весной.
- препарат 501 : измельченный порошок кристаллов кварца, засыпаемый в коровьи рога, закопанный в землю весной и извлеченный осенью. Его можно смешать с препаратом 500, но обычно его готовят самостоятельно. Смесь распыляется в очень небольшом количестве на растения в дождливый период, как предполагаемое противогрибковое средство.

##### Препараты для активизации компоста
При приготовлении компоста Штайнер рекомендовал использовать травы, которые часто используются в народной медицине. Многие из тех же трав, на которые ссылается Штайнер, используются в органической практике для изготовления удобрений, сидератов или компостирования. Препараты, которые предлагал Штайнер, были следующими:
- препарат 502 : цветы тысячелистника (Achillea millefolium), помещенные в мочевой пузырь красного оленя (Cervus elaphus), находившиеся на солнце в течение лета, зарытые в землю в течение зимы и извлеченные в весенний период
- препарат 503 : цветки ромашки (Matricaria recutita) помещенные в тонком кишечнике крупного рогатого скота, зарытые в богатой перегноем почве осенью и извлеченные в весенний период
- препарат 504 : крапива двудомная (Urtica dioica) цветущие растения в полном цвету, перемешанные с торфом, пролежавшие в земле в течение года.
- препарат 505 : кора дуба (Quercus robur), измельченная на мелкие кусочки, помещеная в череп домашнего животного, засыпанная торфом и закопанная в землю рядом с дождевым стоком.
- препарат 506 : цветы одуванчика (Taraxacum officinale) помещенные в брыжейку коровы, закопанные в землю зимой и извлеченные весной
- препарат 507 : цветки валерианы (Valeriana officinalis), водная настойка
- препарат 508 : хвощ полевой (Equisetum)

### Гомеопатия
Многие разрешенные для использования на биодинамических виноградниках препараты, необходимые для ухода за растениями, подготовки компоста и полива, содержат в себе действующие вещества в очень малых количествах. Виноградари, практикующие биодинамический подход, верят в силу, которая дается этими веществами вне зависимости от их концентрации. К примеру, для активизации компоста используются очень слабые растворы с настоями трав: укропа, ромашки, дубовой коры, валерианы, одуванчика, крапивы.
Другим примером является выдерживание коровьего навоза и молотого кварца (кварцевый песок) в коровьих рогах, закопанных на несколько месяцев в землю. Считается, что такой навоз и кварцевый песок приобретают дополнительные свойства, благоприятные для растений.

### Лунные циклы
Все мероприятия в винограднике привязаны к фазам восхождения Луны. Наивысшее положение Луны над горизонтом имеет циклическую закономерность. Как Солнце ниже всего располагается зимой и выше всего — летом в северном полушарии, так и Луна занимает высшее и низшее положения примерно каждые 27-28 дней, что приводит к чередованию сильных и слабых периодов притяжения воды и, следовательно, сока в растениях. На основе этих наблюдений основаны календари дней, благоприятных конкретным частям растения и мероприятий: посадка, удобрение, обрезка, сбор урожая и т. д..

## Производство вина

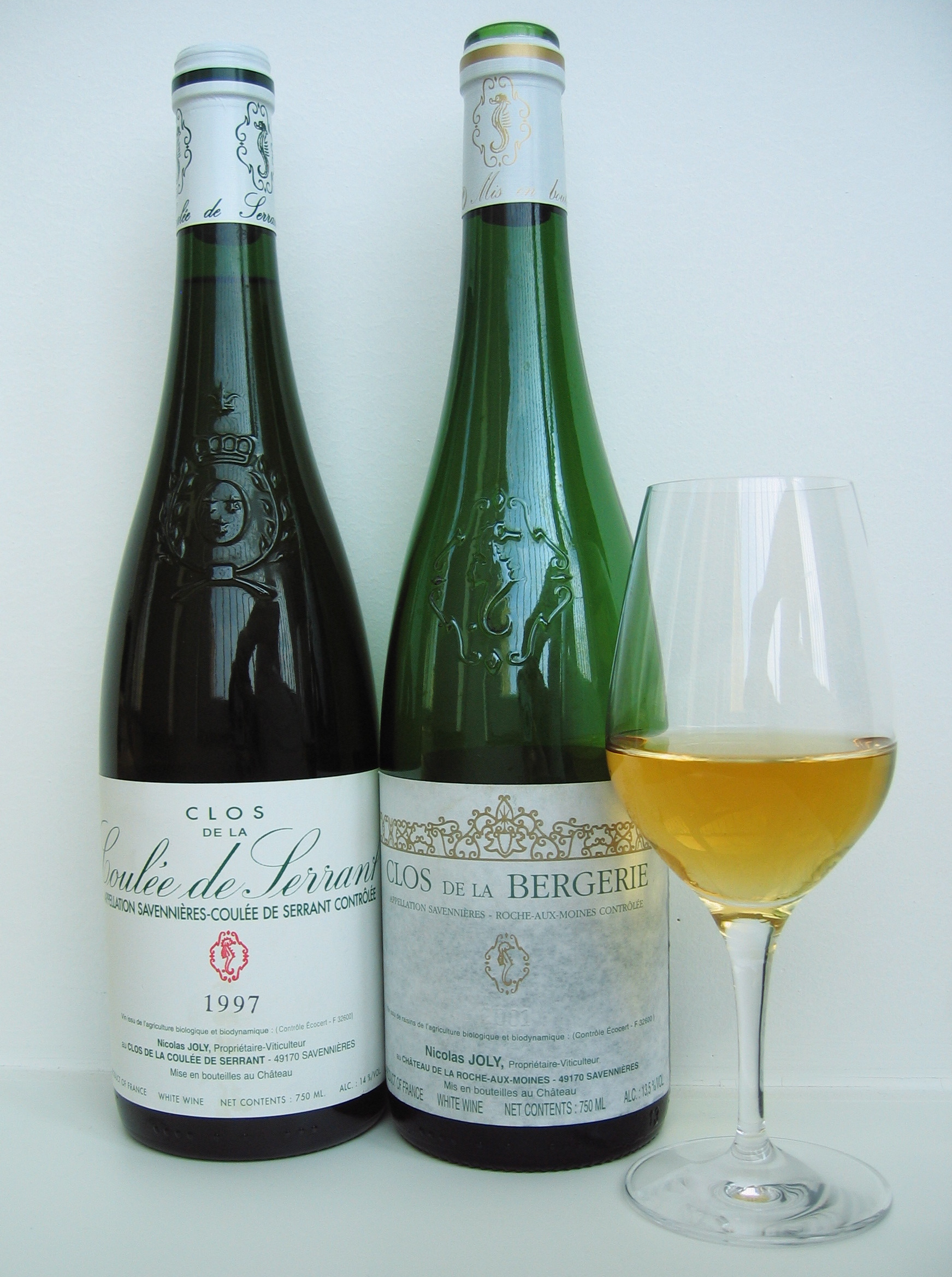
Первое и второе вино Николя Жоли

Основное требование к винодельням — это использование винограда, выращенного на сертифицированных виноградниках. В дополнение, накладываются значительные ограничения на методы виноделия и на вспомогательные вещества, разрешенные в производстве. Например, запрещено добавлять танины для усиления терпкости, и использование рыбьего пузыря для осветления.
Официально первый сертификат среди виноградарей и виноделов получил Николя Жоли в 1988 году. Более 50 лет отделяет это событие от теории, выработанной Штайнером не просто так — исторически Штайнер полагал, что алкоголь во всех его проявлениях не может быть вовлечен в круговорот космических энергий и биодинамика не может быть применима к производству вина. Однако в 1999 году Николя Жоли не просто встал на путь биодинамического виноделия, но выпустил свою книгу «Вино от неба до земли», которую по праву называют «библией биодинамики».

## Сертификация

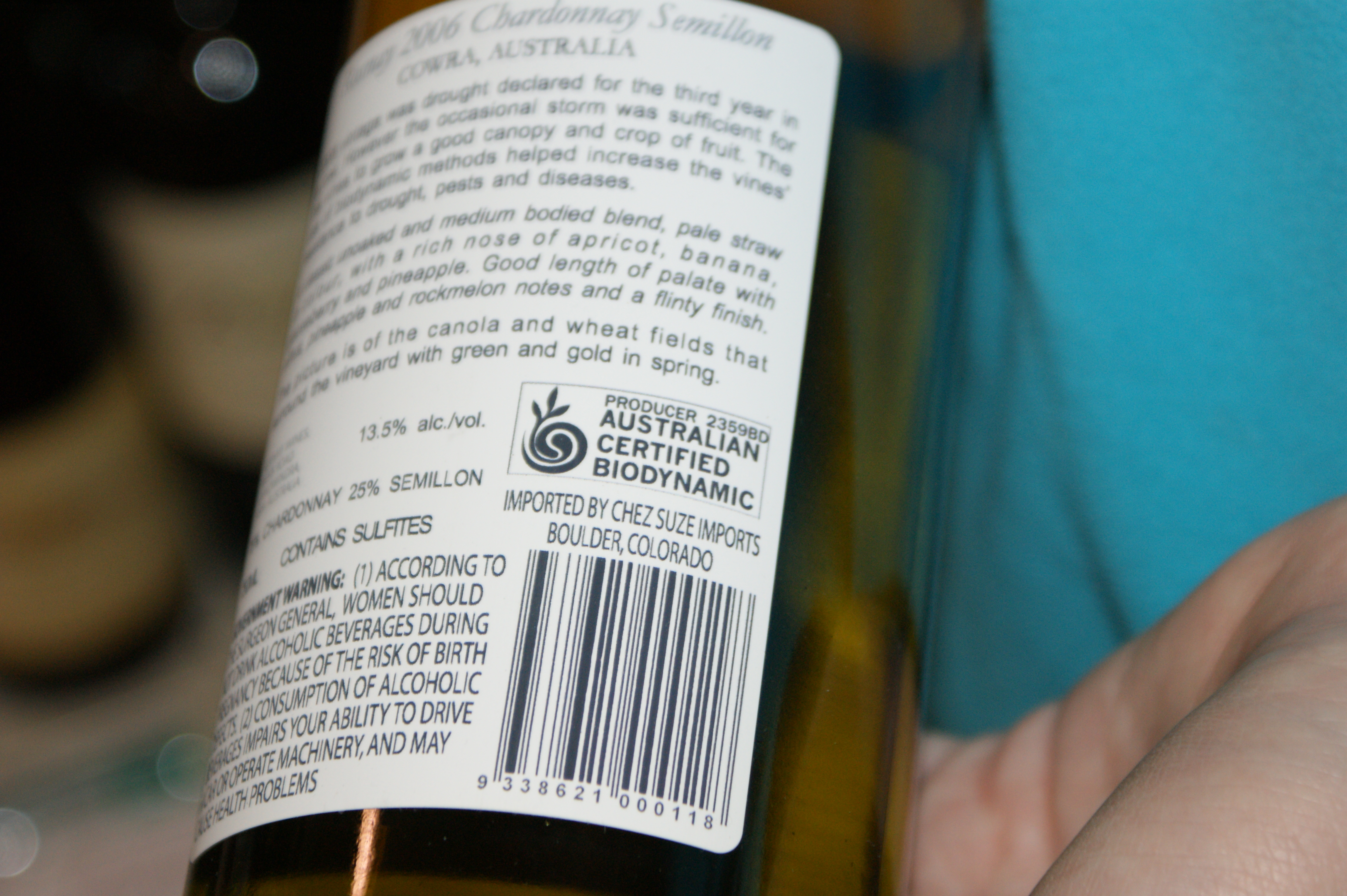
Биодинамическое вино из Австралии со знаком сертификации

Сертификация виноделен на право указания знака «bio» на этикетке вина может производиться уполномоченной на это организацией, находящейся на территории страны где располагается винодельческое предприятие. Таких организаций существует несколько, важнейшими и наиболее авторитетными из которых являются Demeter, Biodyvin, respect-BIODYN.

## Критика
Из-за отсутствия научного обоснования, биодинамическое виноградарство и виноделие подвергается критике со стороны классического научного сообщества. Время от времени предпринимаются попытки провести полевые эксперименты и дегустации вин для выявления различия между биодинамическим и остальными методами, которые, впрочем не позволяют сделать однозначные выводы о зависимости качества вин от применения биодинамических методов и стандартов.
В 2002 году Петер Трое, исследователь сельского хозяйства из Кильского университета, охарактеризовал биодинамику как лженауку и утверждал, что аналогичные или равные результаты могут быть получены с использованием стандартных принципов органического земледелия. Он писал, что некоторые биодинамические препараты больше напоминают алхимию или магию сродни алхимии.
В 2020 году исследовательская группа из Ботанического сада и Департамента экспериментального и социального образования педагогического факультета Университета Валенсии опубликовала заключение о наличии в биодинамике признаков псевдонауки в связи с мифами или представлениями о влиянии Луны на сельское хозяйство. Их научный обзор включает более 100 статей (в том числе научные статьи, статьи и учебники для высших учебных заведений), заключения опубликованы в журнале Agronomy. Ученые обнаружили, что нет никаких надежных, научно обоснованных доказательств какой-либо связи между фазами Луны и физиологией растений в каких-либо учебниках по науке о растениях или рецензируемых журнальных статьях, оправдывающих сельскохозяйственные методы, обусловленные Луной. Никакие физические процессы также не подтверждают наличие какой-либо причинно-следственной связи между лунными силами и реакциями растений. Таким образом, оккультные методы ведения сельского хозяйства, связанные с фазами Луны, не имеют научного обоснования.

## Некоторые известные производители
- Domaine Leroy[англ.], Бургундия, Франция
- Gravner, Фриули-Венеция-Джулия[итал.], Италия
- Jean François Ganevat, Жюра[фр.], Франция
- Movia, Горишка-брда[словен.], Словения
- Nicolas Joly[англ.], Долина Луары, Франция